# Ettelbruck vasútállomás
Ettelbruck vasútállomás Luxemburgban, Ettelbruck településen található.

## Vasútvonalak
Az állomást az alábbi vasútvonalak érintik:
- CFL 10-es vonal
- Ettelbrück–Grevenmacher-vasútvonal

## Kapcsolódó állomások
A vasútállomáshoz az alábbi állomások vannak a legközelebb:
- Michelau vasútállomás
- Diekirch vasútállomás
- Schieren vasútállomás